# Chiguirín
Chiguirín (en ucraniano: Чигирин) es una ciudad de la óblast de Cherkasy, en Ucrania central y es el centro administrativo del raión de Chiguirín. Situada a orillas del río Tiasmyn, está ubicada a 57 km al sudeste de Cherkasy. Su población según el recuento de 2021 es de aproximadamente 8 664 habitantes.

## Historia

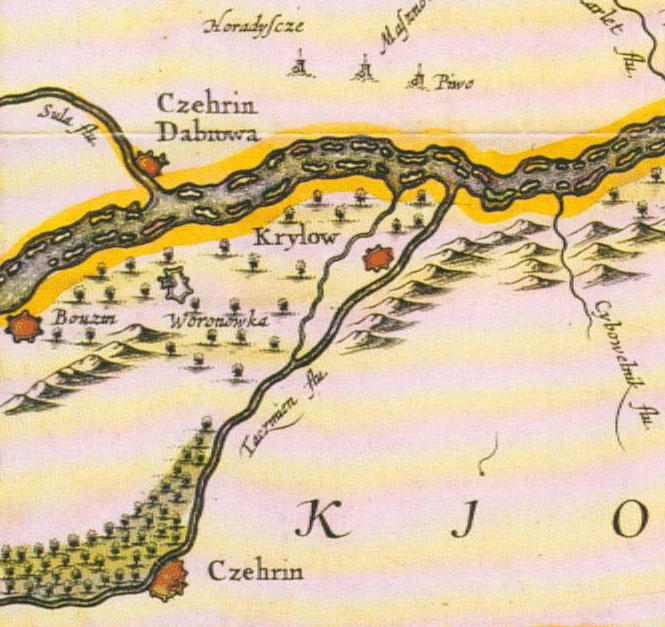
Chiguirín a orillas del río Tiasmyn, Voivodato de Kiev. «Tractus Borysthenis Vulgo Dniepr at Niepr dicti.» -Joanni Jansoni, Ámsterdam, 1663

Entre 1320 y 1569 la región de Chiguirín formó parte del Gran Ducado de Lituania, para pasar a la Mancomunidad de Polonia-Lituania (al Voivodato de Kiev en la Corona de Polonia) a raíz de la unión de Lublin de 1569. Le fue otorgado el derecho de Magdeburgo en 1592 por Segismundo III Vasa.
Chiguirín es citado como un cuartel de invierno de los cosacos. En 1638, Bogdán Jmelnytsky se convierte en su stárosta (dirigente regional) y en 1648 la ciudad pasaría a ser la residencia oficial del hetman y la capital del estado cosaco, la Sich de Zaporiyia.
En 1660, la capital es transferida a Baturin, y tras ser Chiguirín en 1678 saqueada por los turcos a raíz de la Guerra Ruso-Turca (1676-1681), entraría en declive, perdiendo gradualmente su importancia. Permanece como sede del regimiento de Chiguirín hasta 1712. Tras ser absorbida por el imperio ruso en 1793, es incorporada en la Gubernia de Kiev.
El monasterio de la Trinidad, construido en las cercanías de Chiguirín en 1627, fue destruido por las autoridades soviéticas. Otros edificios históricos como el ayuntamiento o el palacio de Jmelnytsky no han sobrevivido tampoco, quedando únicamente en la ciudad vestigios de fortificaciones.

## Geografía

### Demografía
| 1989   | 2001   | 2005   | 2017  | 2021  |
| ------ | ------ | ------ | ----- | ----- |
| 12 853 | 11 960 | 11 053 | 8 995 | 8 664 |

## Infraestructura

### Economía y transporte
Chiguirín cuenta con unas industrias modestas, en su mayor parte industrias agroalimentarias o fábricas de muebles.
La ciudad está conectada a la red de carreteras ucranianas, en concreto a la carretera regional R-15, que conecta Cherkasy y Kremenchuk.

## Cultura

### Ciudades hermanadas
- Sebastopol (California)

## Galería

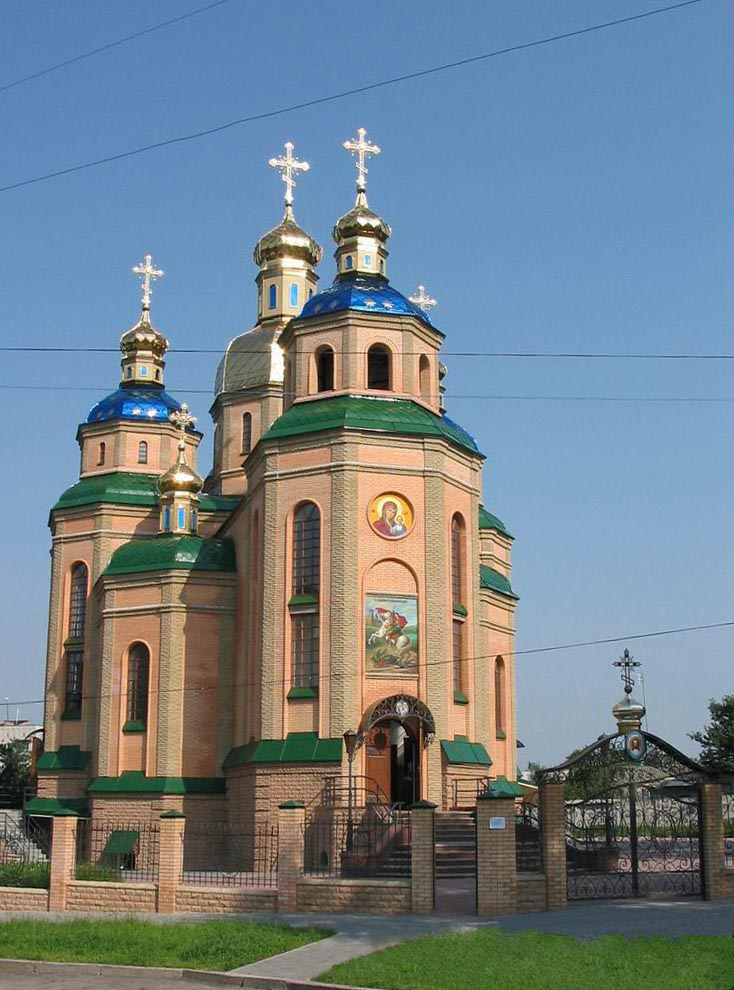
Iglesia construida en las inmediaciones del centro de la ciudad.
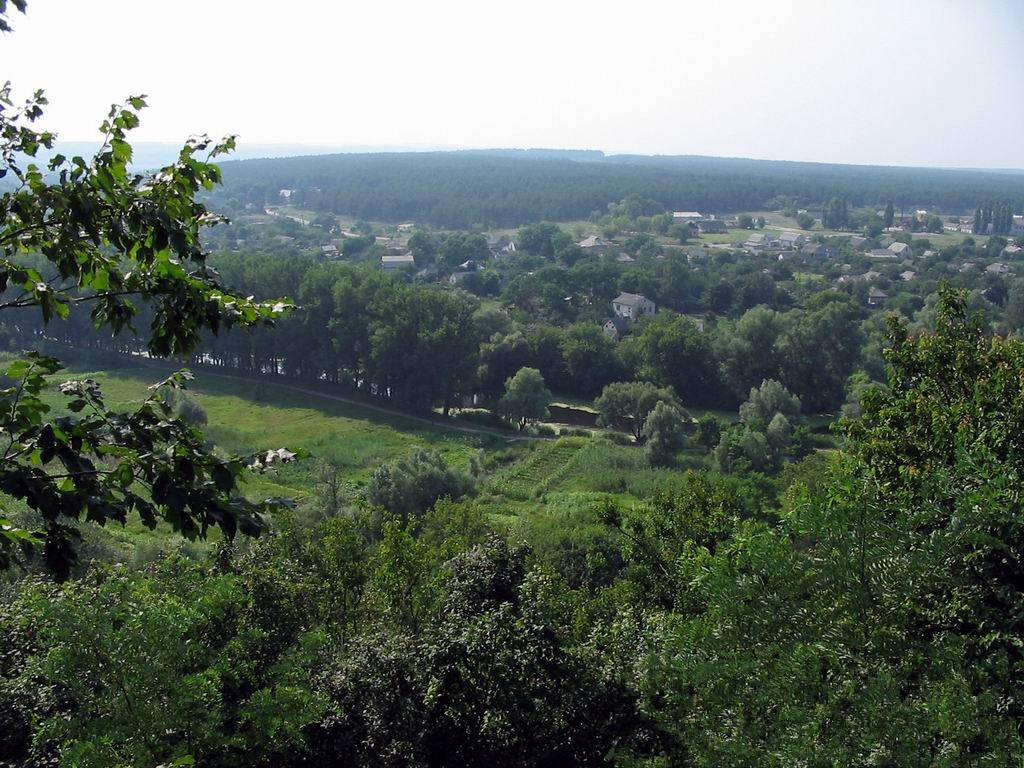
Vista de Chihirín desde la colina del castillo.
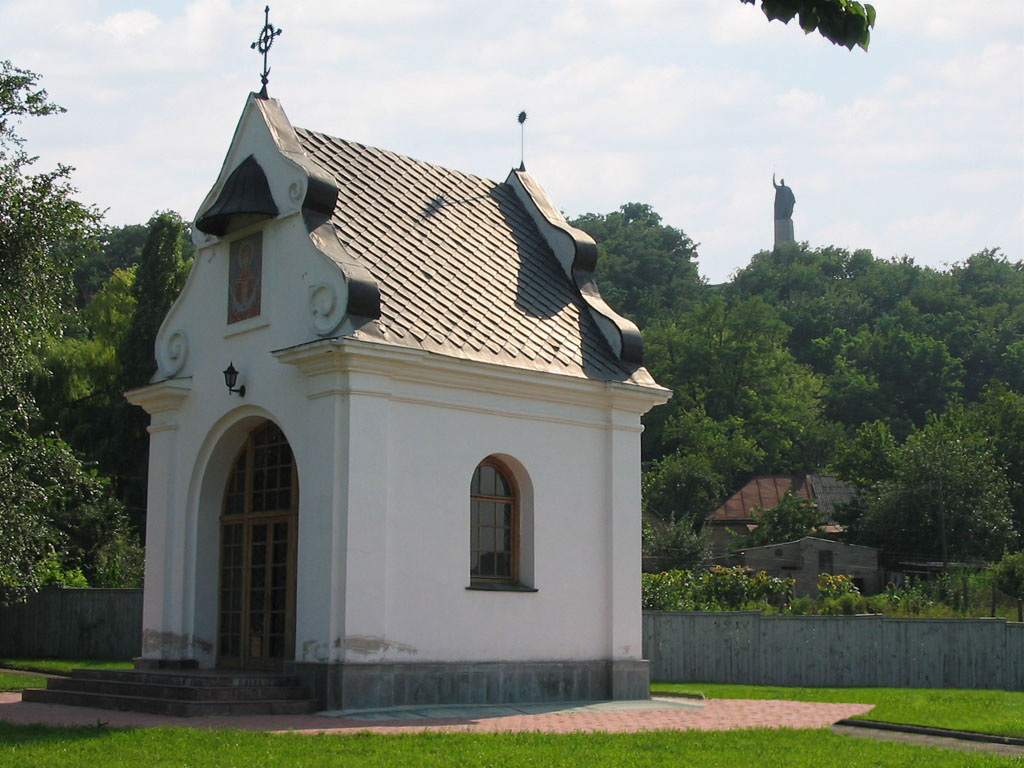
Iglesia cerca de la colina del castillo.